# La Chapelle-Saint-Luc
 La Chapelle-Saint-Luc  là một xã ở tỉnh Aube, thuộc vùng Grand Est ở phía bắc miền trung nước Pháp.

## Xem thêm

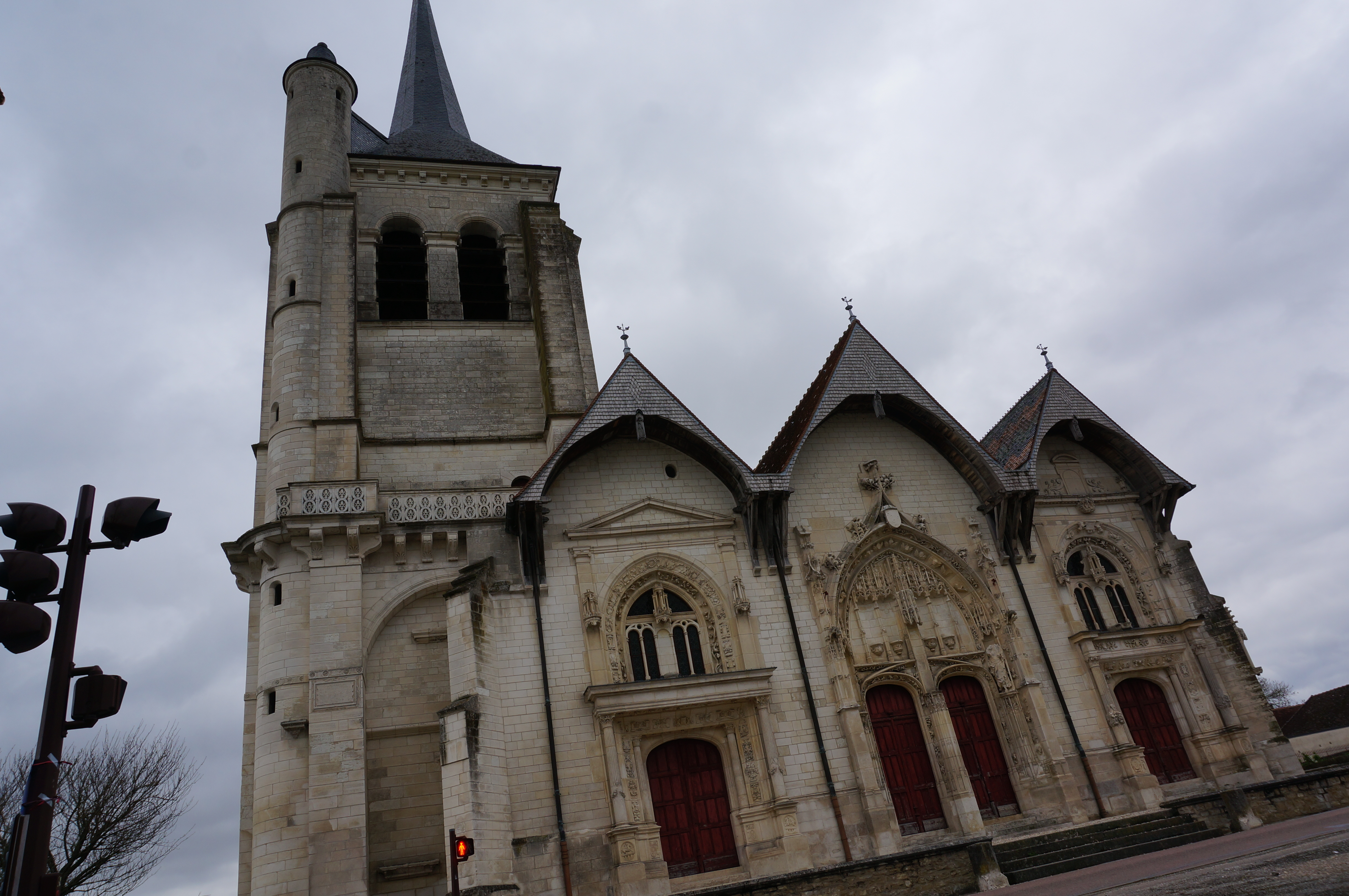